# Fox Sports 1
FOx Sports 1 (viết tắt:FS1) là kênh thể thao của Mỹ thuộc sở hữu bởi Fox Broadcasting Company. Kênh chuyên phát các giải đấu gồm Major League Baseball, bóng bầu dục Pac-12 và Big 12 Conference, và bóng rổ Big East Conference), các trận bóng đá (Major League Soccer, UEFA Champions League, UEFA Europa League, Bundesliga, và Copa Libertadores), các giải của United States Golf Association, UFC, và nhiều sự kiện motorsport như NASCAR, IMSA, Formula E và NHRA. FS1 cũng phát tin tức bóng đá.